# Леон (департамент)
Вижте пояснителната страница за други значения на Леон.
Леон (на испански: León) е един от 15-те департамента на Никарагуа. Леон е с население от 419 065 жители (по приблизителна оценка от юни 2019 г.) и обща площ от 5138 км². Леон е разделен на 10 общини. Столицата на департамента е едноименният град Леон.